# Sternstein
Der Sternstein ist ein 1125 m ü. A. hoher Berg im Gemeindegebiet von Vorderweißenbach, nördlich der Stadt Bad Leonfelden in Oberösterreich, nahe der Grenze zu Tschechien. Geologisch gehört er zur Böhmischen Masse und ist der östlichste Punkt des Böhmerwaldes.

## Lage und Landschaft
Der Großteil des Sternsteins liegt in der Gemeinde Vorderweißenbach, so auch die Sternsteinwarte am Gipfel des Berges, die im Wappen beider Gemeinden vorkommt (symbolisch als Stern bei Vorderweißenbach, deutlich abgebildet bei Bad Leonfelden). Über den Gipfel verläuft die europäische Wasserscheide zwischen Donau und Moldau. Am Sternstein entspringen die Große Rodl und der Dürnaubach.
Am Osthang, rund 100 bis 150 Meter unter dem Gipfel liegt eine etwa 120 Meter breite und tiefe Mulde. Hierbei handelt es sich mit hoher Wahrscheinlichkeit um eine eiszeitliche Bildung. Weitere Vereisungsspuren wie Moränen, Eisschliffe usw. wurden bisher nicht entdeckt. Dies wäre die östlichste Vergletscherung im Böhmerwald, da die Schneegrenze in der Eiszeit um 1100 Meter Seehöhe lag, die Gletscherzungen reichten bis auf 900 Meter Seehöhe hinunter. Dennoch zählt das Gebiet um den Sternstein mit einer Jahresmitteltemperatur von weniger als 6 °C zu den kältesten Gebieten von ganz Oberösterreich.

## Touristische Erschließung
Eine Kombibahn (8er Gondel und 6er Sessel) der  Leitner AG mit Fahrbetriebsmitteln von Carvatech wie auch ein Schlepplift erschließen den Berg mit seinen vier Pisten. Im Winter werden 5 km Skipisten präpariert. Zudem stehen ein Kinderland mit 4000 m² Größe und ein 174 m langer Zauberteppich zur Verfügung.
Am Gipfel beginnt auch der Salzsteigweg, ein Weitwanderweg, welcher von hier über das Tote Gebirge und die Nockberge nach Arnoldstein führt.

## Sternsteinwarte

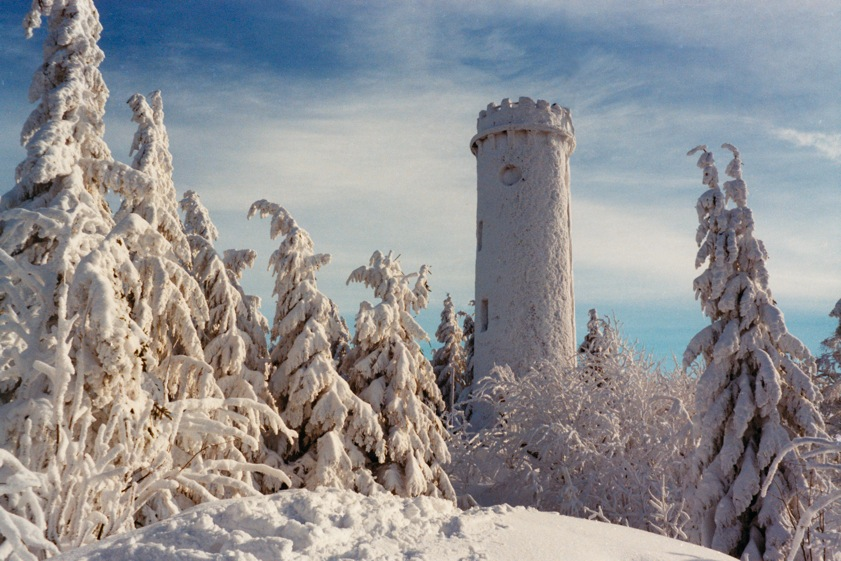
Sternsteinwarte im Winter

Die Sternsteinwarte ist ein 20 Meter hoher Aussichtsturm, der anlässlich des 50-jährigen Regierungsjubiläums von Kaiser Franz Joseph 1898 aus Granitblöcken errichtet wurde. Von seiner Aussichtsplattform hat man einen sehr guten Rundblick über das Mühlviertler Hügelland bis zum Dachstein und zum Watzmann.